# Kanton Aubervilliers-Est
Der Kanton Aubervilliers-Est war von 1967 bis 2015 ein französischer Wahlkreis im Arrondissement Saint-Denis, im Département Seine-Saint-Denis und in der Region Île-de-France. Der Kanton bestand aus einem Teil der Stadt Aubervilliers.

## Bevölkerungsentwicklung
| 1990   | 1999   | 2008   |
| ------ | ------ | ------ |
| 37.711 | 36.010 | 40.095 |